# Logelheim
Logelheim település Franciaországban, Haut-Rhin megyében. Lakosainak száma 950 fő (2022. január 1.). Logelheim Sundhoffen, Appenwihr, Hettenschlag és Sainte-Croix-en-Plaine községekkel határos.

## Népesség
A település népességének változása:
| Lakosok száma | 836  | 832  | 845  | 818  | 837  | 855  | 874  | 910  | 950  |
|               | 2013 | 2015 | 2016 | 2017 | 2018 | 2019 | 2020 | 2021 | 2022 |